# Loren Meyer
Pour les articles homonymes, voir Meyer.
Loren Meyer, né le 30 décembre 1972 à Emmetsburg dans l'Iowa, est un ancien joueur américain de basket-ball. Il évoluait au poste de pivot.